# Pseudophilautus asankai
Pseudophilautus asankai là một loài ếch trong họ Rhacophoridae. Chúng là loài đặc hữu của Sri Lanka. Môi trường sống tự nhiên của chúng là rừng mây ẩm nhiệt đới và cận nhiệt đới và các khu rừng trước đây bị suy thoái nặng nề. Loài này đang bị đe dọa do mất môi trường sống.